# Anthurium aureum
Anthurium aureum är en kallaväxtart som beskrevs av Adolf Engler. Anthurium aureum ingår i släktet Anthurium och familjen kallaväxter. Inga underarter finns listade.